# Сельские административно-территориальные единицы Тульской области
Сельские округа (администрации, территории), волости — сельские административно-территориальные единицы в составе районов Тульской области.

## Описание
Согласно Закону об административно-территориальном устройстве Тульской области от 27 декабря 2007 года № 954-ЗТО:
- район — имеющая административный центр административно-территориальная единица, в состав которой входят несколько экономически и географически объединённых между собой сельских округов (сельских администраций, сельских территорий, волостей) и (или) городских населённых пунктов;
- сельский округ (сельская администрация, сельская территория, волость) — административно-территориальная единица, в состав которой входят один или несколько экономически и географически объединённых между собой сельских населённых пунктов вместе с прилегающими к ним землями, необходимыми для их развития и обслуживания.

## История
Сельские округа и иные сельские административно-территориальные единицы были образованы в 1997 году вместо сельсоветов.
В первоначальном варианте сельские административно-территориальные единицы имели следующее определение:
- сельский округ (или иное традиционное название) — часть муниципального образования, которая своими границами охватывает один или несколько сельских населённых пунктов вместе с прилегающими к ним землями[2].

Муниципальное образование, в определении того же самого закона, — городское, сельское поселение, несколько поселений, объединённых общей территорией, иная населённая территория, в пределах которых осуществляется местное самоуправление, имеются муниципальная собственность, местный бюджет и выборные органы местного самоуправления.
В 2004 году упоминание муниципальных образований было из Закона об административно-территориальном устройстве исключено, а к сельским округам как административно-территориальным единицам были добавлены сельские администрации, определение сельским округам и администрациям было дано следующее:
- сельский округ (сельская администрация) — имеющая административный центр административно-территориальная единица, в состав которой входят один или несколько географически и экономически объединённых между собой населённых пунктов вместе с прилегающими к ним землями, необходимыми для их развития и обслуживания.

Современный состав сельских административно-территориальных единиц Тульской области был определён Законом об административно-территориальном устройстве, принятым в 2007 году.

## Список
В состав районов Тульской области входят 356 сельских административно-территориальных единиц:
- 232 сельских округа;
- 74 сельские администрации;
- 36 сельских территорий;
- 8 волостей;
- 6 посёлков (сельских посёлков) непосредственно районного подчинения, не отнесённых к указанным категориям.

Обозначения:
- город районного подч. — город районного подчинения;
- город обл. подч. — город областного подчинения;
- рп — рабочий посёлок;
- с.н.п. — сельский населённый пункт (сельские населённые пункты);
- ГО — городской округ;
- ГП — городское поселение;
- СП — сельское поселение;
- МР — муниципальный район.

| №   | Административно-территориальная единица   | Район            | Соответствие на уровне муниципального устройства | Комментарий |
| --- | ----------------------------------------- | ---------------- | ------------------------------------------------ | --- |
| 1   | Авангардский сельский округ               | Алексинский      | ГО город Алексин                                 | |
| 2   | Акимо-Ильинская сельская администрация    | Узловский        | СП Шахтёрское Узловского МР                      | 2013: в состав администрации включены посёлки Брусянский и Дубовка (ранее рп), а также посёлок Южный, находившийся в подчинении Дубовки |
| 3   | Аксиньинский сельский округ               | Венёвский        | СП Мордвесское Венёвского МР                     | |
| 4   | Александровский сельский округ            | Алексинский      | ГО город Алексин                                 | |
| 5   | Александровский сельский округ            | Заокский         | СП Страховское Заокского МР                      | |
| 6   | Александровский сельский округ            | Кимовский        | СП Епифанское Кимовского МР                      | |
| 7   | Алексеевский сельский округ               | Тёпло-Огарёвский | СП Волчье-Дубравское Тёпло-Огарёвского МР        | |
| 8   | Алёшинский сельский округ                 | Ленинский        | ГО город Тула                                    | |
| 9   | Андреевская волость                       | Куркинский       | СП Михайловское Куркинского МР                   | |
| 10  | Анишинский сельский округ                 | Венёвский        | СП Центральное Венёвского МР                     | |
| 11  | Апухтинская сельская администрация        | Одоевский        | СП Северо-Одоевское Одоевского МР                | |
| 12  | Аранский сельский округ                   | Арсеньевский     | СП Манаенское Арсеньевского МР                   | |
| 13  | Архангельская сельская администрация      | Чернский         | СП Липицкое Чернского МР                         | |
| 14  | Архангельская область                     | Ясногорский      | СП Ревякинское Ясногорского МР                   | |
| 15  | Архангельский сельский округ              | Каменский район  | СП Архангельское Каменского МР                   | |
| 16  | Архангельский сельский округ              | Ленинский        | ГО город Тула                                    | |
| 17  | Астаповский сельский округ                | Арсеньевский     | СП Астаповское Арсеньевского МР                  | |
| 18  | Астафьевский сельский округ               | Белёвский        | СП Правобережное Белёвского МР                   | |
| 19  | Балевская сельская территория             | Суворовский      | СП Северо-Западное Суворовского МР               | 2013: в состав сельской территории включены посёлок Агеево (ранее рп) и с.н.п., находившиеся в подчинении рп                            |
| 20  | Барановский сельский округ                | Кимовский        | СП Епифанское Кимовского МР                      | |
| 21  | Барсуковский сельский округ               | Ленинский        | ГО город Тула                                    | до 2014: рп Ленинский и подчинённый с.н.п. посёлок Барсуки                                                                              |
| 22  | Баскаковский сельский округ               | Воловский        | СП Двориковское Воловского МР                    | |
| 23  | Бахметьевский сельский округ              | Богородицкий     | СП Бахметьевское Богородицкого МР                | |
| 24  | Бачуринская сельская администрация        | Чернский         | СП Тургеневское Чернского МР                     | |
| 25  | Бегичевский сельский округ                | Богородицкий     | СП Бегичевское Богородицкого МР                  | до 2005: пгт Бегичевский с подчинёнными с.н.п. в подчинении города обл. подч. Богородицка                                               |
| 26  | Бежковский сельский округ                 | Ленинский        | ГО город Тула                                    | |
| 27  | Белоколодезский сельский округ            | Арсеньевский     | СП Астаповское Арсеньевского МР                  | |
| 28  | Бельковский сельский округ                | Венёвский        | СП Грицовское Венёвского МР                      | 2014: в состав округа включён посёлок Грицовский (ранее пгт)                                                                            |
| 29  | Беляевский сельский округ                 | Белёвский        | СП Правобережное Белёвского МР                   | |
| 30  | Берёзовская сельская администрация        | Одоевский        | СП Восточно-Одоевское Одоевского МР              | |
| 31  | Берёзовская сельская территория           | Суворовский      | СП Юго-Восточное Суворовского МР                 | |
| 32  | Берёзовский сельский округ                | Белёвский        | СП Левобережное Белёвского МР                    | |
| 33  | Берёзовский сельский округ                | Киреевский       | СП Приупское Киреевского МР                      | |
| 34  | Бобриковский сельский округ               | Белёвский        | СП Левобережное Белёвского МР                    | |
| 35  | Бобровский сельский округ                 | Арсеньевский     | СП Астаповское Арсеньевского МР                  | |
| 36  | Богдановская сельская территория          | Суворовский      | СП Юго-Восточное Суворовского МР                 | |
| 37  | Богдановский сельский округ               | Белёвский        | СП Правобережное Белёвского МР                   | |
| 38  | Богословская сельская территория          | Ясногорский      | СП Иваньковское Ясногорского МР                  | |
| 39  | Богучаровский сельский округ              | Киреевский       | СП Богучаровское Киреевского МР                  | |
| 40  | Болотский сельский округ                  | Белёвский        | СП Правобережное Белёвского МР                   | |
| 41  | Больше-Огарёвский сельский округ          | Тёпло-Огарёвский | СП Волчье-Дубравское Тёпло-Огарёвского МР        | |
| 42  | Больше-Озерский сельский округ            | Плавский         | СП Молочно-Дворское Плавского МР                 | |
| 43  | Большекалмыкский сельский округ           | Киреевский       | СП Бородинское Киреевского МР                    | 2013: в состав округа включены посёлки Бородинский (ранее рп) и Круглянский, находившийся в подчинении рп                               |
| 44  | Большеплотавский сельский округ           | Ефремовский      | ГО город Ефремов                                 | |
| 45  | Большескуратовская сельская администрация | Чернский         | СП Тургеневское Чернского МР                     | |
| 46  | Большесуходольский сельский округ         | Богородицкий     | СП Бегичевское Богородицкого МР                  | |
| 47  | Борисовский сельский округ                | Алексинский      | ГО город Алексин                                 | |
| 48  | Боровковская сельская территория          | Ясногорский      | СП Ревякинское Ясногорского МР                   | |
| 49  | Борятинский сельский округ                | Воловский        | СП Турдейское Воловского МР                      | |
| 50  | Ботвиньевская сельская администрация      | Одоевский        | СП Восточно-Одоевское Одоевского МР              | |
| 51  | Ботнинский сельский округ                 | Алексинский      | ГО город Алексин                                 | |
| 52  | Бряньковская сельская территория          | Суворовский      | СП Северо-Западное Суворовского МР               | |
| 53  | Буныревский сельский округ                | Алексинский      | ГО город Алексин                                 | |
| 54  | Бураковская сельская территория           | Ясногорский      | СП Ревякинское Ясногорского МР                   | |
| 55  | Бутиковский сельский округ                | Заокский         | СП Страховское Заокского МР                      | |
| 56  | Бутырская сельская администрация          | Узловский        | СП Смородинское Узловского МР                    | |
| 57  | Бучальский сельский округ                 | Кимовский        | СП Епифанское Кимовского МР                      | |
| 58  | Быковский сельский округ                  | Киреевский       | СП Дедиловское Киреевского МР                    | |
| 59  | Варфоломеевский сельский округ            | Ленинский        | ГО город Тула                                    | 2014: в состав округа включён посёлок Обидимо, ранее в подчинении рп Ленинского                                                         |
| 60  | Васильевский сельский округ               | Венёвский        | СП Центральное Венёвского МР                     | |
| 61  | Вельеникольская сельская администрация    | Чернский         | СП Северное Чернского МР                         | |
| 62  | Вельминская сельская администрация        | Узловский        | СП Шахтёрское Узловского МР                      | |
| 63  | Верхне-Красинская сельская территория     | Ясногорский      | СП Теляковское Ясногорского МР                   | |
| 64  | Верхоупский сельский округ                | Воловский        | СП Двориковское Воловского МР                    | |
| 65  | Волчье-Дубравский сельский округ          | Тёпло-Огарёвский | СП Волчье-Дубравское Тёпло-Огарёвского МР        | |
| 66  | Воскресенский сельский округ              | Дубенский        | СП Воскресенское Дубенского МР                   | |
| 67  | Восточный, посёлок                        | Ефремовский      | ГО город Ефремов                                 | |
| 68  | Галицкий сельский округ                   | Каменский район  | СП Яблоневское Каменского МР                     | |
| 69  | Гатницкий сельский округ                  | Заокский         | СП Страховское Заокского МР                      | |
| 70  | Гатский сельский округ                    | Венёвский        | СП Центральное Венёвского МР                     | |
| 71  | Гвардейский сельский округ                | Дубенский        | СП Воскресенское Дубенского МР                   | |
| 72  | Говоренковская сельская администрация     | Одоевский        | СП Северо-Одоевское Одоевского МР                | |
| 73  | Головеньковская сельская администрация    | Щёкинский        | СП Яснополянское Щёкинского МР                   | |
| 74  | Голубоченский сельский округ              | Арсеньевский     | СП Манаенское Арсеньевского МР                   | |
| 75  | Горбачевский сельский округ               | Плавский         | СП Молочно-Дворское Плавского МР                 | |
| 76  | Горьковский сельский округ                | Тёпло-Огарёвский | СП Нарышкинское Тёпло-Огарёвского МР             | |
| 77  | Гремячевский сельский округ               | Новомосковский   | ГО город Новомосковск                            | |
| 78  | Грибоедовская волость                     | Куркинский       | СП Михайловское Куркинского МР                   | |
| 79  | Григорьевская сельская территория         | Ясногорский      | СП Иваньковское Ясногорского МР                  | |
| 80  | Давыдовский сельский округ                | Белёвский        | СП Левобережное Белёвского МР                    | |
| 81  | Даниловская сельская администрация        | Щёкинский        | СП Крапивенское Щёкинского МР                    | |
| 82  | Двориковский сельский округ               | Воловский        | СП Двориковское Воловского МР                    | |
| 83  | Дедиловский сельский округ                | Киреевский       | СП Дедиловское Киреевского МР                    | |
| 84  | Денисовская сельская территория           | Ясногорский      | СП Ревякинское Ясногорского МР                   | |
| 85  | Диктатурский сельский округ               | Плавский         | СП Камынинское Плавского МР                      | |
| 86  | Дмитриевский сельский округ               | Заокский         | СП Страховское Заокского МР                      | |
| 87  | Добринская сельская территория            | Суворовский      | СП Северо-Западное Суворовского МР               | |
| 88  | Долматовская сельская администрация       | Чернский         | СП Тургеневское Чернского МР                     | |
| 89  | Доробинский сельский округ                | Тёпло-Огарёвский | СП Волчье-Дубравское Тёпло-Огарёвского МР        | |
| 90  | Дьяковская сельская администрация         | Чернский         | СП Тургеневское Чернского МР                     | |
| 91  | Дьяконовский сельский округ               | Венёвский        | СП Мордвесское Венёвского МР                     | |
| 92  | Ержинская сельская администрация          | Чернский         | СП Липицкое, Тургеневское Чернского МР           | |
| 93  | Есуковская сельская территория            | Ясногорский      | СП Иваньковское Ясногорского МР                  | |
| 94  | Желобинская сельская территория           | Суворовский      | СП Северо-Западное Суворовского МР               | |
| 95  | Жемчужниковская сельская администрация    | Одоевский        | СП Восточно-Одоевское Одоевского МР              | |
| 96  | Жердевская сельская администрация         | Щёкинский        | СП Крапивенское Щёкинского МР                    | |
| 97  | Житовская сельская администрация          | Щёкинский        | СП Огарёвское Щёкинского МР                      | |
| 98  | Жуковский сельский округ                  | Белёвский        | СП Левобережное Белёвского МР                    | |
| 99  | Зайцевский сельский округ                 | Ленинский        | ГО город Тула                                    | |
| 100 | Зеленинская сельская территория           | Суворовский      | СП Северо-Западное Суворовского МР               | |
| 101 | Знаменская сельская территория            | Ясногорский      | СП Теляковское Ясногорского МР                   | |
| 102 | Зубовский сельский округ                  | Кимовский        | СП Новольвовское Кимовского МР                   | |
| 103 | Зябревская сельская территория            | Суворовский      | СП Юго-Восточное Суворовского МР                 | |
| 104 | Иван-Озерский сельский округ              | Новомосковский   | ГО город Новомосковск                            | |
| 105 | Ивановская волость                        | Куркинский       | СП Михайловское Куркинского МР                   | |
| 106 | Ивановский сельский округ                 | Белёвский        | СП Левобережное Белёвского МР                    | |
| 107 | Ивановский сельский округ                 | Тёпло-Огарёвский | СП Волчье-Дубравское Тёпло-Огарёвского МР        | |
| 108 | Иваньковская сельская территория          | Ясногорский      | СП Иваньковское Ясногорского МР                  | |
| 109 | Иевлевский сельский округ                 | Богородицкий     | СП Иевлевское Богородицкого МР                   | |
| 110 | Ильинский сельский округ                  | Ленинский        | ГО город Тула                                    | |
| 111 | Иншинский сельский округ                  | Ленинский        | ГО город Тула                                    | |
| 112 | Кадновский сельский округ                 | Каменский район  | СП Архангельское Каменского МР                   | |
| 113 | Казановский сельский округ                | Кимовский        | СП Епифанское Кимовского МР                      | |
| 114 | Казачка, посёлок                          | Воловский        | СП Турдейское Воловского МР                      | до 2005: рп Казачка |
| 115 | Казначеевская сельская администрация      | Щёкинский        | Ломинцевское Щёкинского МР                       | до 2005: рп Казначеевский и подчинённые с.н.п.                                                                                          |
| 116 | Каменецкая сельская администрация         | Узловский        | СП Каменецкое Узловского МР                      | до 2005: рп Каменецкий и подчинённые с.н.п. в подчинении города обл. подч. Узловой                                                      |
| 117 | Каменская сельская администрация          | Узловский        | СП Каменецкое Узловского МР                      | |
| 118 | Каменский сельский округ                  | Каменский район  | СП Яблоневское Каменского МР                     | |
| 119 | Камынинский сельский округ                | Плавский         | СП Камынинское Плавского МР                      | |
| 120 | Карамышевская сельская администрация      | Щёкинский        | СП Лазаревское Щёкинского МР                     | |
| 121 | Кипетская сельская территория             | Суворовский      | СП Северо-Западное Суворовского МР               | |
| 122 | Климовская сельская территория            | Ясногорский      | СП Иваньковское Ясногорского МР                  | |
| 123 | Ключевский сельский округ                 | Новомосковский   | ГО город Новомосковск                            | |
| 124 | Кожуровский сельский округ                | Белёвский        | СП Правобережное Белёвского МР                   | |
| 125 | Козловский сельский округ                 | Венёвский        | СП Мордвесское Венёвского МР                     | |
| 126 | Козьминский сельский округ                | Ефремовский      | ГО город Ефремов                                 | |
| 127 | Коммунарский сельский округ               | Новомосковский   | ГО город Новомосковск                            | |
| 128 | Кондуковская сельская администрация       | Узловский        | СП Смородинское Узловского МР                    | |
| 129 | Кораблинский сельский округ               | Кимовский        | СП Епифанское Кимовского МР                      | 2011: в состав округа включён посёлок Епифань (ранее рп)                                                                                |
| 130 | Корсаковский сельский округ               | Богородицкий     | СП Бегичевское Богородицкого МР                  | |
| 131 | Костомаровская сельская администрация     | Щёкинский        | СП Огарёвское Щёкинского МР                      | 2014: в состав администрации включён посёлок Огарёвка (ранее рп)                                                                        |
| 132 | Крапивенская сельская администрация       | Щёкинский        | СП Крапивенское Щёкинского МР                    | |
| 133 | Красивская сельская администрация         | Чернский         | СП Липицкое, Тургеневское Чернского МР           | |
| 134 | Краснобогатырский сельский округ          | Новомосковский   | ГО город Новомосковск                            | |
| 135 | Краснобуйцкий сельский округ              | Богородицкий     | СП Бахметьевское Богородицкого МР                | |
| 136 | Красногвардейский сельский округ          | Тёпло-Огарёвский | СП Нарышкинское Тёпло-Огарёвского МР             | |
| 137 | Краснодубровский сельский округ           | Воловский        | СП Турдейское Воловского МР                      | |
| 138 | Краснолесская сельская администрация      | Узловский        | СП Каменецкое Узловского МР                      | |
| 139 | Красномихайловская сельская территория    | Суворовский      | СП Юго-Восточное Суворовского МР                 | |
| 140 | Краснопольский сельский округ             | Кимовский        | СП Новольвовское Кимовского МР                   | |
| 141 | Красноярский сельский округ               | Киреевский       | СП Красноярское Киреевского МР                   | |
| 142 | Крестовская волость                       | Куркинский       | СП Михайловское Куркинского МР                   | |
| 143 | Крестовская сельская администрация        | Чернский         | СП Северное Чернского МР                         | |
| 144 | Кругликовский сельский округ              | Ефремовский      | ГО город Ефремов                                 | |
| 145 | Крюковский сельский округ                 | Тёпло-Огарёвский | СП Волчье-Дубравское Тёпло-Огарёвского МР        | |
| 146 | Кудашевский сельский округ                | Кимовский        | СП Новольвовское Кимовского МР                   | |
| 147 | Кузнецовский сельский округ               | Киреевский       | СП Богучаровское Киреевского МР                  | |
| 148 | Кузовский сельский округ                  | Богородицкий     | СП Товарковское Богородицкого МР                 | |
| 149 | Кузьменский сельский округ                | Арсеньевский     | СП Манаенское Арсеньевского МР                   | |
| 150 | Кукуйский сельский округ                  | Венёвский        | СП Грицовское Венёвского МР                      | |
| 151 | Кукуйский сельский округ                  | Ефремовский      | ГО город Ефремов                                 | |
| 152 | Кулешовская сельская территория           | Суворовский      | СП Юго-Восточное Суворовского МР                 | |
| 153 | Кураковский сельский округ                | Белёвский        | СП Правобережное Белёвского МР                   | |
| 154 | Кытинский сельский округ                  | Ефремовский      | ГО город Ефремов                                 | |
| 155 | Лазаревская сельская администрация        | Щёкинский        | СП Лазаревское Щёкинского МР                     | |
| 156 | Ланьшинский сельский округ                | Заокский         | СП Страховское Заокского МР                      | |
| 157 | Левшин Лес, посёлок                       | Ефремовский      | ГО город Ефремов                                 | |
| 158 | Лидинский сельский округ                  | Тёпло-Огарёвский | СП Нарышкинское Тёпло-Огарёвского МР             | |
| 159 | Липицкая сельская администрация           | Чернский         | СП Липицкое Чернского МР                         | |
| 160 | Липовская сельская администрация          | Щёкинский        | СП Лазаревское Щёкинского МР                     | |
| 161 | Литвиновский сельский округ               | Арсеньевский     | СП Астаповское Арсеньевского МР                  | |
| 162 | Лобановский сельский округ                | Ефремовский      | ГО город Ефремов                                 | |
| 163 | Ломинцевская сельская администрация       | Щёкинский        | Ломинцевское Щёкинского МР                       | до 2005: рп Ломинцевский и подчинённые с.н.п.                                                                                           |
| 164 | Ломовский сельский округ                  | Богородицкий     | СП Товарковское Богородицкого МР                 | |
| 165 | Луженская сельская администрация          | Чернский         | СП Липицкое Чернского МР                         | |
| 166 | Луженский сельский округ                  | Дубенский        | СП Воскресенское Дубенского МР                   | |
| 167 | Лукинская сельская администрация          | Щёкинский        | СП Лазаревское Щёкинского МР                     | |
| 168 | Львовский сельский округ                  | Кимовский        | СП Новольвовское Кимовского МР                   | |
| 169 | Люторическая сельская администрация       | Узловский        | СП Смородинское Узловского МР                    | |
| 170 | Майская сельская администрация            | Узловский        | СП Каменецкое Узловского МР                      | до 2005: рп Майский и подчинённые с.н.п. в подчинении города обл. подч. Узловой                                                         |
| 171 | Малаховский сельский округ                | Заокский         | СП Малаховское Заокского МР                      | |
| 172 | Малевский сельский округ                  | Богородицкий     | СП Бахметьевское Богородицкого МР                | |
| 173 | Малоскуратовская сельская администрация   | Чернский         | СП Северное Чернского МР                         | |
| 174 | Марковская сельская территория            | Суворовский      | СП Юго-Восточное Суворовского МР                 | |
| 175 | Медведский сельский округ                 | Ефремовский      | ГО город Ефремов                                 | |
| 176 | Медвенский сельский округ                 | Ленинский        | ГО город Тула                                    | |
| 177 | Меркуловский сельский округ               | Арсеньевский     | СП Астаповское Арсеньевского МР                  | |
| 178 | Метростроевский сельский округ            | Венёвский        | СП Центральное Венёвского МР                     | |
| 179 | Мечнянский сельский округ                 | Ефремовский      | ГО город Ефремов                                 | |
| 180 | Мещеринский сельский округ                | Плавский         | СП Камынинское Плавского МР                      | |
| 181 | Милославский сельский округ               | Кимовский        | СП Епифанское Кимовского МР                      | |
| 182 | Мининский сельский округ                  | Тёпло-Огарёвский | СП Волчье-Дубравское Тёпло-Огарёвского МР        | |
| 183 | Мирный, посёлок                           | Новомосковский   | ГО город Новомосковск                            | до 2008: посёлок Мирный в подчинении города районного подч. Сокольники                                                                  |
| 184 | Михайловская волость                      | Куркинский       | СП Михайловское Куркинского МР                   | |
| 185 | Мичуринский сельский округ                | Алексинский      | ГО город Алексин                                 | |
| 186 | Мичуринский сельский округ                | Тёпло-Огарёвский | СП Волчье-Дубравское Тёпло-Огарёвского МР        | |
| 187 | Мишенский сельский округ                  | Белёвский        | СП Левобережное Белёвского МР                    | |
| 188 | Мокровский сельский округ                 | Арсеньевский     | СП Астаповское Арсеньевского МР                  | |
| 189 | Молоденский сельский округ                | Кимовский        | СП Епифанское Кимовского МР                      | |
| 190 | Молчановская сельская администрация       | Чернский         | СП Липицкое Чернского МР                         | |
| 191 | Молчановский сельский округ               | Каменский район  | СП Архангельское Каменского МР                   | |
| 192 | Мордвесский сельский округ                | Венёвский        | СП Мордвесское Венёвского МР                     | |
| 193 | Мордовский сельский округ                 | Ефремовский      | ГО город Ефремов                                 | |
| 194 | Мосюковский сельский округ                | Тёпло-Огарёвский | СП Нарышкинское Тёпло-Огарёвского МР             | |
| 195 | Моховская волость                         | Куркинский       | СП Самарское Куркинского МР                      | |
| 196 | Муравлянский сельский округ               | Кимовский        | СП Епифанское Кимовского МР                      | |
| 197 | Надеждинский сельский округ               | Дубенский        | СП Протасовское Дубенского МР                    | |
| 198 | Нарышкинский сельский округ               | Тёпло-Огарёвский | СП Нарышкинское Тёпло-Огарёвского МР             | |
| 199 | Ненашевский сельский округ                | Заокский         | СП Страховское Заокского МР                      | |
| 200 | Непрядвинский сельский округ              | Воловский        | СП Двориковское Воловского МР                    | |
| 201 | Никитский сельский округ                  | Воловский        | СП Двориковское Воловского МР                    | |
| 202 | Никольская сельская администрация         | Узловский        | СП Смородинское Узловского МР                    | |
| 203 | Никольская сельская администрация         | Чернский         | СП Липицкое Чернского МР                         | |
| 204 | Никольская сельская администрация         | Щёкинский        | СП Крапивенское Щёкинского МР                    | |
| 205 | Ново-Жуковский сельский округ             | Плавский         | СП Молочно-Дворское Плавского МР                 | |
| 206 | Ново-Никольский сельский округ            | Плавский         | СП Молочно-Дворское Плавского МР                 | |
| 207 | Новодолецкий сельский округ               | Белёвский        | СП Левобережное Белёвского МР                    | |
| 208 | Новоникольская сельская администрация     | Щёкинский        | СП Лазаревское Щёкинского МР                     | |
| 209 | Новопавшинский сельский округ             | Дубенский        | СП Протасовское Дубенского МР                    | |
| 210 | Новопетровский сельский округ             | Каменский район  | СП Яблоневское Каменского МР                     | |
| 211 | Новопокровская сельская администрация     | Чернский         | СП Липицкое Чернского МР                         | |
| 212 | Новопокровский сельский округ             | Богородицкий     | СП Иевлевское Богородицкого МР                   | |
| 213 | Новосельский сельский округ               | Киреевский       | СП Шварцевское Киреевского МР                    | 2013: в состав округа включены посёлок Шварцевский (ранее рп) и с.н.п., находившиеся в подчинении рп                                    |
| 214 | Овсянниковский сельский округ             | Ефремовский      | ГО город Ефремов                                 | |
| 215 | Огарёвский сельский округ                 | Тёпло-Огарёвский | СП Нарышкинское Тёпло-Огарёвского МР             | |
| 216 | Одоевская сельская администрация          | Одоевский        | СП Южно-Одоевское Одоевского МР                  | |
| 217 | Озеренский сельский округ                 | Венёвский        | СП Центральное Венёвского МР                     | |
| 218 | Озерковский сельский округ                | Новомосковский   | ГО город Новомосковск                            | |
| 219 | Окороковская сельская администрация       | Одоевский        | СП Северо-Одоевское Одоевского МР                | |
| 220 | Октябрьский сельский округ                | Ефремовский      | ГО город Ефремов                                 | |
| 221 | Октябрьский сельский округ                | Киреевский       | ГП город Киреевск Киреевского МР                 | до 2013: рп Октябрьский и подчинённые с.н.п.                                                                                            |
| 222 | Октябрьский сельский округ                | Ленинский        | ГО город Тула                                    | |
| 223 | Октябрьский сельский округ                | Плавский         | СП Пригородное Плавского МР                      | |
| 224 | Оленский сельский округ                   | Киреевский       | СП Дедиловское Киреевского МР                    | |
| 225 | Оленьковский сельский округ               | Венёвский        | СП Мордвесское Венёвского МР                     | |
| 226 | Опоченский сельский округ                 | Дубенский        | СП Воскресенское Дубенского МР                   | |
| 227 | Павло-Хуторской сельский округ            | Ефремовский      | ГО город Ефремов                                 | |
| 228 | Панаринский сельский округ                | Воловский        | СП Двориковское Воловского МР                    | |
| 229 | Партизанская сельская администрация       | Узловский        | СП Шахтёрское Узловского МР                      | до 2005: рп Партизан и подчинённые с.н.п. в подчинении города обл. подч. Узловой                                                        |
| 230 | Пахомовский сельский округ                | Заокский         | СП Страховское Заокского МР                      | |
| 231 | Пашковская сельская администрация         | Узловский        | СП Каменецкое Узловского МР                      | |
| 232 | Первомайская сельская территория          | Ясногорский      | СП Теляковское Ясногорского МР                   | |
| 233 | Первомайский сельский округ               | Новомосковский   | ГО город Новомосковск                            | |
| 234 | Песковатская сельская территория          | Суворовский      | СП Северо-Западное Суворовского МР               | |
| 235 | Песоченская сельская территория           | Суворовский      | СП Северо-Западное Суворовского МР               | до 2005: рп Песоченский с подчинёнными с.н.п.                                                                                           |
| 236 | Петровская сельская администрация         | Щёкинский        | СП Лазаревское Щёкинского МР                     | |
| 237 | Пироговская сельская администрация        | Щёкинский        | СП Лазаревское Щёкинского МР                     | |
| 238 | Пластовский сельский округ                | Алексинский      | ГО город Алексин                                 | |
| 239 | Поветкинский сельский округ               | Венёвский        | СП Центральное Венёвского МР                     | |
| 240 | Подгорная сельская администрация          | Чернский         | СП Северное Чернского МР                         | |
| 241 | Поддолговский сельский округ              | Ефремовский      | ГО город Ефремов                                 | |
| 242 | Подосиновский сельский округ              | Киреевский       | СП Бородинское Киреевского МР                    | |
| 243 | Пожилинский сельский округ                | Ефремовский      | ГО город Ефремов                                 | |
| 244 | Покровский сельский округ                 | Кимовский        | СП Новольвовское Кимовского МР                   | |
| 245 | Покровский сельский округ                 | Тёпло-Огарёвский | СП Волчье-Дубравское Тёпло-Огарёвского МР        | |
| 246 | Полтевская сельская администрация         | Чернский         | СП Тургеневское Чернского МР                     | |
| 247 | Поповская сельская администрация          | Чернский         | СП Северное Чернского МР                         | 2014: в состав администрации включены посёлки Станция Скуратово (ранее рп) и с.н.п., находившиеся в подчинении рп                       |
| 248 | Поповский сельский округ                  | Алексинский      | ГО город Алексин                                 | |
| 249 | Правдинский сельский округ                | Новомосковский   | ГО город Новомосковск                            | |
| 250 | Пригородный сельский округ                | Плавский         | СП Пригородное Плавского МР                      | |
| 251 | Прилепский сельский округ                 | Ленинский        | ГО город Тула                                    | |
| 252 | Прилесская сельская администрация         | Узловский        | СП Шахтёрское Узловского МР                      | |
| 253 | Приупский сельский округ                  | Киреевский       | СП Приупское Киреевского МР                      | до 2005: рп Приупский и подчинённые с.н.п.                                                                                              |
| 254 | Пришненская сельская администрация        | Щёкинский        | СП Крапивенское Щёкинского МР                    | |
| 255 | Пронский сельский округ                   | Кимовский        | СП Новольвовское Кимовского МР                   | |
| 256 | Протасовский сельский округ               | Дубенский        | СП Протасовское Дубенского МР                    | |
| 257 | Прохоровский сельский округ               | Новомосковский   | ГО город Новомосковск                            | |
| 258 | Прудищинский сельский округ               | Венёвский        | СП Центральное Венёвского МР                     | |
| 259 | Пушкарский сельский округ                 | Ефремовский      | ГО город Ефремов                                 | |
| 260 | Ракитинская сельская администрация        | Узловский        | СП Смородинское Узловского МР                    | |
| 261 | Рассветовский сельский округ              | Венёвский        | СП Центральное Венёвского МР                     | |
| 262 | Рассветовский сельский округ              | Ленинский        | ГО город Тула                                    | |
| 263 | Рахлеевский сельский округ                | Арсеньевский     | СП Астаповское Арсеньевского МР                  | |
| 264 | Ревякинская сельская территория           | Ясногорский      | СП Ревякинское Ясногорского МР                   | 2014: в состав сельской территории включён посёлок Ревякино (ранее рп)                                                                  |
| 265 | Рига-Васильевский сельский округ          | Новомосковский   | ГО город Новомосковск                            | |
| 266 | Ровенский сельский округ                  | Белёвский        | СП Левобережное Белёвского МР                    | |
| 267 | Рождественская сельская территория        | Суворовский      | СП Северо-Западное Суворовского МР               | |
| 268 | Рождественский сельский округ             | Кимовский        | СП Епифанское Кимовского МР                      | |
| 269 | Рождественский сельский округ             | Ленинский        | ГО город Тула                                    | |
| 270 | Романовский сельский округ                | Заокский         | СП Малаховское Заокского МР                      | |
| 271 | Романцевский сельский округ               | Богородицкий     | СП Бегичевское Богородицкого МР                  | |
| 272 | Румянцевский сельский округ               | Кимовский        | СП Новольвовское Кимовского МР                   | |
| 273 | Русинская сельская администрация          | Чернский         | СП Тургеневское Чернского МР                     | |
| 274 | Русятинский сельский округ                | Заокский         | СП Малаховское Заокского МР                      | |
| 275 | Рылевская сельская администрация          | Одоевский        | СП Восточно-Одоевское Одоевского МР              | |
| 276 | Садовый сельский округ                    | Воловский        | СП Двориковское Воловского МР                    | |
| 277 | Самарская волость                         | Куркинский       | СП Самарское Куркинского МР                      | |
| 278 | Самозвановский сельский округ             | Плавский         | СП Молочно-Дворское Плавского МР                 | |
| 279 | Санталовская сельская территория          | Ясногорский      | СП Теляковское Ясногорского МР                   | |
| 280 | Северный сельский округ                   | Тёпло-Огарёвский | СП Нарышкинское Тёпло-Огарёвского МР             | |
| 281 | Селивановская сельская администрация      | Щёкинский        | СП Яснополянское Щёкинского МР                   | |
| 282 | Сеневский сельский округ                  | Алексинский      | ГО город Алексин                                 | |
| 283 | Сергиевская волость                       | Куркинский       | СП Самарское Куркинского МР                      | |
| 284 | Сетский сельский округ                    | Венёвский        | СП Мордвесское Венёвского МР                     | |
| 285 | Симоновский сельский округ                | Заокский         | СП Страховское Заокского МР                      | |
| 286 | Синегубовская сельская администрация      | Чернский         | СП Северное Чернского МР                         | |
| 287 | Ситовский сельский округ                  | Каменский район  | СП Архангельское Каменского МР                   | |
| 288 | Слободской сельский округ                 | Белёвский        | СП Левобережное Белёвского МР                    | |
| 289 | Смородинская сельская администрация       | Узловский        | СП Смородинское Узловского МР                    | |
| 290 | Соклаковский сельский округ               | Каменский район  | СП Яблоневское Каменского МР                     | |
| 291 | Соловьёвская сельская администрация       | Чернский         | СП Липицкое Чернского МР                         | |
| 292 | Солопенский сельский округ                | Алексинский      | ГО город Алексин                                 | |
| 293 | Сомовская сельская администрация          | Одоевский        | СП Южно-Одоевское Одоевского МР                  | |
| 294 | Сорочинская сельская администрация        | Щёкинский        | СП Лазаревское Щёкинского МР                     | |
| 295 | Сорочинский сельский округ                | Плавский         | СП Камынинское Плавского МР                      | |
| 296 | Спартаковская сельская администрация      | Чернский         | СП Северное Чернского МР                         | |
| 297 | Спас-Конинский сельский округ             | Алексинский      | ГО город Алексин                                 | |
| 298 | Спасский сельский округ                   | Новомосковский   | ГО город Новомосковск                            | |
| 299 | Степнохуторской сельский округ            | Ефремовский      | ГО город Ефремов                                 | |
| 300 | Стояновская сельская администрация        | Одоевский        | СП Восточно-Одоевское Одоевского МР              | |
| 301 | Страховский сельский округ                | Заокский         | СП Страховское Заокского МР                      | |
| 302 | Стрелецкая сельская администрация         | Одоевский        | СП Южно-Одоевское Одоевского МР                  | |
| 303 | Стрешневский сельский округ               | Тёпло-Огарёвский | СП Волчье-Дубравское Тёпло-Огарёвского МР        | |
| 304 | Стрикинский сельский округ                | Арсеньевский     | СП Манаенское Арсеньевского МР                   | |
| 305 | Студенецкий сельский округ                | Венёвский        | СП Центральное Венёвского МР                     | |
| 306 | Ступинский сельский округ                 | Ефремовский      | ГО город Ефремов                                 | |
| 307 | Суходольский сельский округ               | Алексинский      | ГО город Алексин                                 | |
| 308 | Сухоплотовский сельский округ             | Воловский        | СП Турдейское Воловского МР                      | |
| 309 | Табольский сельский округ                 | Кимовский        | СП Новольвовское Кимовского МР                   | |
| 310 | Тайдаковская сельская территория          | Ясногорский      | СП Ревякинское Ясногорского МР                   | |
| 311 | Таратухинский сельский округ              | Белёвский        | СП Левобережное Белёвского МР                    | |
| 312 | Теляковская сельская территория           | Ясногорский      | СП Теляковское Ясногорского МР                   | |
| 313 | Товарковский сельский округ               | Богородицкий     | СП Товарковское Богородицкого МР                 | 2013: в состав округа включён посёлок Товарковский (ранее рп)                                                                           |
| 314 | Тормасовский сельский округ               | Ефремовский      | ГО город Ефремов                                 | |
| 315 | Торминская сельская территория            | Ясногорский      | СП Ревякинское Ясногорского МР                   | |
| 316 | Торховский сельский округ                 | Ленинский        | ГО город Тула                                    | |
| 317 | Троекуровский сельский округ              | Тёпло-Огарёвский | СП Волчье-Дубравское Тёпло-Огарёвского МР        | |
| 318 | Тулубьевский сельский округ               | Венёвский        | СП Центральное Венёвского МР                     | |
| 319 | Тургеневская сельская администрация       | Чернский         | СП Тургеневское Чернского МР                     | |
| 320 | Турдейский сельский округ                 | Воловский        | СП Турдейское Воловского МР                      | |
| 321 | Урусовский сельский округ                 | Венёвский        | СП Центральное Венёвского МР                     | |
| 322 | Устьинский сельский округ                 | Кимовский        | СП Епифанское Кимовского МР                      | |
| 323 | Фёдоровская сельская администрация        | Узловский        | СП Шахтёрское Узловского МР                      | |
| 324 | Фёдоровская сельская администрация        | Чернский         | СП Северное Чернского МР                         | |
| 325 | Фёдоровский сельский округ                | Ленинский        | ГО город Тула                                    | |
| 326 | Федяшевская сельская территория           | Ясногорский      | СП Ревякинское Ясногорского МР                   | |
| 327 | Ханинская сельская территория             | Суворовский      | СП Юго-Восточное Суворовского МР                 | до 2005: рп Ханино |
| 328 | Хитровская сельская администрация         | Узловский        | СП Шахтёрское Узловского МР                      | |
| 329 | Хитровщинский сельский округ              | Кимовский        | СП Новольвовское Кимовского МР                   | 2011: в состав округа включён посёлок Новольвовск (ранее рп)                                                                            |
| 330 | Хотушская сельская территория             | Ясногорский      | СП Теляковское Ясногорского МР                   | |
| 331 | Хрущёвский сельский округ                 | Ленинский        | ГО город Тула                                    | 2014: в состав округа включён посёлок Плеханово (ранее рп)                                                                              |
| 332 | Центрального сельского округа             | Арсеньевский     | СП Манаенское Арсеньевского МР                   | |
| 333 | Частинский сельский округ                 | Плавский         | СП Пригородное Плавского МР                      | |
| 334 | Ченцовская сельская администрация         | Одоевский        | СП Восточно-Одоевское Одоевского МР              | |
| 335 | Черепетская сельская территория           | Суворовский      | СП Северо-Западное Суворовского МР               | |
| 336 | Черняевский сельский округ                | Богородицкий     | СП Иевлевское Богородицкого МР                   | |
| 337 | Чернятинский сельский округ               | Ефремовский      | ГО город Ефремов                                 | |
| 338 | Шатский сельский округ                    | Ленинский        | ГО город Тула                                    | |
| 339 | Шахтёрский сельский округ                 | Богородицкий     | СП Бегичевское Богородицкого МР                  | |
| 340 | Шахты № 35, посёлок                       | Новомосковский   | ГО город Новомосковск                            | до 2008: посёлок Шахты № 35 в подчинении города районного подч. Сокольники                                                              |
| 341 | Шахты № 38, посёлок                       | Новомосковский   | ГО город Новомосковск                            | до 2008: посёлок Шахты № 38 в подчинении города районного подч. Сокольники                                                              |
| 342 | Шевелёвская сельская администрация        | Щёкинский        | Ломинцевское Щёкинского МР                       | |
| 343 | Шелепинский сельский округ                | Алексинский      | ГО город Алексин                                 | |
| 344 | Шиловский сельский округ                  | Ефремовский      | ГО город Ефремов                                 | |
| 345 | Ширинский сельский округ                  | Новомосковский   | ГО город Новомосковск                            | |
| 346 | Шишловский сельский округ                 | Новомосковский   | ГО город Новомосковск                            | |
| 347 | Шкилевский сельский округ                 | Ефремовский      | ГО город Ефремов                                 | |
| 348 | Юсуповский сельский округ                 | Плавский         | СП Пригородное Плавского МР                      | |
| 349 | Яблоневский сельский округ                | Каменский район  | СП Яблоневское Каменского МР                     | |
| 350 | Языковский сельский округ                 | Каменский район  | СП Архангельское Каменского МР                   | |
| 351 | Ялтинский сельский округ                  | Воловский        | СП Двориковское Воловского МР                    | |
| 352 | Яндовский сельский округ                  | Ефремовский      | ГО город Ефремов                                 | |
| 353 | Ярославский сельский округ                | Ефремовский      | ГО город Ефремов                                 | |
| 354 | Ясенковский сельский округ                | Арсеньевский     | СП Астаповское Арсеньевского МР                  | |
| 355 | Ясеновский сельский округ                 | Ефремовский      | ГО город Ефремов                                 | |
| 356 | Яснополянская сельская администрация      | Щёкинский        | СП Яснополянское Щёкинского МР                   | |